# Abeille Liberté
L’Abeille Liberté est un remorqueur de sauvetage français, navire-jumeau de l’Abeille Bourbon, qui a remplacé l’Abeille Languedoc à Cherbourg.
Il a été construit aux chantiers Myklebust au nord-ouest d'Oslo, livré à Abeilles International en octobre 2005 et inauguré le 17 novembre 2005.
Il est mené par deux équipages dont celui du commandant Pascal Potrel[Quand ?], lui-même ancien commandant de l’Abeille Languedoc.

## Interventions
Liste de certaines interventions réalisées par l’Abeille Liberté :
- janvier 2007 : porte-conteneurs MSC Napoli[4] ;
- janvier 2008 : cargo Ice Prince.